# Intelligibilité mutuelle
En linguistique, l'intelligibilité mutuelle est la caractéristique de deux idiomes étroitement apparentés génétiquement, c'est-à-dire deux telles langues ou deux dialectes d'une langue, qui permet que les utilisateurs de l'un comprennent l'autre et inversement, sans un apprentissage préalable.
On considère parfois que, si deux idiomes sont mutuellement intelligibles, alors ils sont les dialectes d'une même langue, et s'ils ne le sont pas, alors il s'agit de dialectes de langues différentes, mais ce critère est problématique pour délimiter les langues. En fait, il intervient dans cette question toute une série de facteurs, non seulement linguistiques mais aussi politiques et culturels.
L'intelligibilité mutuelle est étroitement liée à la parenté des langues et à l'existence de continuums dialectaux. Un tel continuum est formé d'une série d'idiomes apparentés, résultats de la division d'un même idiome parlé sur un territoire plus ou moins étendu. Les variétés régionales d'une langue parlée dans des localités voisines sont toujours mutuellement intelligibles, bien qu'il y ait des différences entre elles. L'intelligibilité mutuelles décroît à mesure qu'augmente la distance entre variétés, jusqu'à ce que deux variétés non contigües ne soient plus mutuellement intelligibles. Un tel continuum est, par exemple celui des langues turques, qui s'étend de la Turquie jusqu'au nord-ouest de la Chine.
Des facteurs extralinguistiques (historiques, culturels, politiques, etc.) font que sur le territoire d'un continuum se forment plusieurs États et nations, et que dans chacun de ces États on arrive à la standardisation d'une langue sur la base des variétés parlées dans leurs limites. C'est ainsi que sont apparues, par exemple, les langues appelées turc, azéri, kazakh, kyrgyz, ouzbek et d'autres langues turques. La qualité de la continuité entre dialectes peut être influencée pas l'existence des langues standard, mais le continuum dialectal n'est pas interrompu par les frontières des États. En conséquence, les dialectes différents parlés d'un côté et de l'autre d'une frontière peuvent être mutuellement intelligibles. Des langues standard apparentées et voisines peuvent également être mutuellement intelligibles, comme le danois, le suédois et le norvégien,.
Contrairement au cas ci-dessus, des idiomes considérés comme étant les dialectes d'une même langue peuvent ne pas être mutuellement intelligibles. Tels sont certains idiomes apparentés en Chine, comme le mandarin et le cantonais, considérés comme des dialectes du chinois. Toutefois, un locuteur de l'un et celui de l'autre ne se comprennent pas s'il ne connaissent que leur idiome,.

## Degrés de l'intelligibilité mutuelle
L'intelligibilité mutuelle n'est jamais totale. Elle atteint des degrés divers de plusieurs points de vue, qui ne sauraient être exactement établis. On ne peut parler que d'intelligibilité mutuelle d'un degré plus haut ou plus bas entre deux idiomes donnés qu'entre deux autres.
D'un certain point de vue, l'intelligibilité mutuelle se réfère à des idiomes dans leur ensemble, son degré dépendant de la quantité de traits communs qu'ils possèdent, c'est-à-dire de leur degré de ressemblance. De ce point de vue, un locuteur de tchèque et un de slovaque, par exemple, se comprennent très bien en parlant chacun la variété standard de sa langue. Entre les langues BCMS (bosnien, croate, monténégrin et serbe), d'un côté, et le slovène, de l'autre, le degré d'intelligibilité mutuelle est moindre qu'entre le tchèque et le slovaque mais tout de même d'un degré élevé.
D'un autre point de vue, le degré d'intelligibilité mutuelle concernant l'un des domaines ou des aspects des idiomes considérés peut être différent de celui d'un autre. Par exemple, la structure grammaticale des langues hindi (de l'Inde) et ourdou (du Pakistan) est pratiquement la même, alors que les vocabulaires de leurs registres de langue soutenu et littéraire diffèrent par des emprunts au sanskrit en hindi, respectivement à l'arabe en ourdou. Dans le même temps, leurs graphies ne sont pas du tout mutuellement intelligibles, l'hindi étant écrit en devanagari et l'ourdou en alphabet persan. En revanche, les aspects oraux du mandarin et du cantonais ne sont pas mutuellement intelligibles, mais leurs domaines en dehors du phonétisme sont semblables et leur graphie est commune, c'est pourquoi leurs aspects écrits sont mutuellement intelligibles,.
L'intelligibilité mutuelle dépend aussi des registres et des aspects (oral, écrit) des langues maternelles des locuteurs de langues différentes qui essayent de se comprendre, de l'étendue de leur horizon dans leur propre culture et dans d'autres, de leurs traits psychiques et de leurs connaissances.
Le degré d'intelligibilité peut aussi être asymétrique, c'est-à-dire différent chez les locuteurs de l'une des langues par rapport à ceux de l'autre. Ainsi, les locuteurs du néerlandais comprennent mieux l'afrikaans qu'inversement, bien que la seconde langue dérive de la première, à cause des influences étrangères qui ont simplifié la grammaire de l'afrikaans. De même, les locuteurs du roumain comprennent beaucoup mieux les autres langues romanes qu'inversement.

## Langues mutuellement intelligibles

### Langues germaniques
- Allemand et luxembourgeois.
- Allemand et yiddish[13].
- Néerlandais et afrikaans[11].
- Bas-allemand, néerlandais et limbourgeois.
- Danois, suédois et norvégien[4].
- Anglais et scots.
- Islandais et féroien.

### Langues slaves
- Russe, ukrainien et biélorusse[14],[4].
- Bulgare, macédonien[15], serbo-croate et slovène[9].
- Polonais, slovaque, tchèque[7], morave, silésien, cachoube, et sorabe.

### Langues romanes
- Langues d'oïl (y compris le français) et franco-provençal[réf. nécessaire].
- Catalan et occitan[réf. nécessaire].
- Espagnol, portugais[12], judéo-espagnol, galicien, astur-léonais, aragonais et catalan[réf. nécessaire].
- Italien, corse, sicilien, napolitain, romanesco et vénitien[réf. nécessaire].
- Lombard, ligurien, piémontais, émilien-romagnol et vénitien[réf. nécessaire].
- Romanche, ladin et frioulan[réf. nécessaire].
- Roumain, aroumain, istro-roumain et mégléno-roumain[réf. nécessaire].

### Langues celtiques
- Irlandais et gaélique écossais[réf. nécessaire].

### Langues indo-iraniennes
- Ourdou, hindi[10], pendjabi et gujarati[réf. nécessaire].
- Persan, dari et tadjik[16].

### Langues turques
- Turc, azéri[2], gagaouze et urum[réf. nécessaire].
- Turkmène, tatar de Crimée et salar[réf. nécessaire].
- Ouzbek et ouïghour[réf. nécessaire].
- Kirghiz,  kazakh et altaï[réf. nécessaire].

### Langues sémitiques
- mandéen moderne, ma'louléen, néo-araméen central (touroyo, mlahso), soureth et souroyo.
- Arabe tunisien et maltais.

#### Langues arabes
- Arabe palestinien, arabe jordanien, arabe libanais, arabe syrien.
- Arabe marocain et arabe algérien.
- Arabe algérien et arabe tunisien.
- Arabe tunisien et arabe libyen.

### Langues austronésiennes
- Samoan, tonguien et tuvaluan[réf. nécessaire].
- Malais et indonésien[réf. nécessaire].
- Tagal et pilipino[réf. nécessaire].
- Cebuano et hiligaïnon[réf. nécessaire].

### Langues finno-ougriennes
- Finnois, estonien[17], carélien, võro et meänkieli[réf. nécessaire].

### Langues tai-kadai
- Lao, thaï, isan et shan[réf. nécessaire].
- Zhuang et bouyei[réf. nécessaire].

### Langues bantoues
- Zoulou et xhosa[réf. nécessaire].
- Kinyarwanda et kirundi[réf. nécessaire].
- Bukusu et masaba[réf. nécessaire].
- Duala et Malimba[réf. nécessaire].
- Ìtón et Ewondo[réf. nécessaire].

### Langues sino-tibétaines
- Dungan et chinois mandarin[réf. nécessaire].

### Langues berbères
- Chleuh et tamazight du Maroc central.
- Chelha tunisien (tamazight de Djerba, tamazight de Matmata, berbère de Tataouine, tamazight du Sened) et berbère de Zouara (Libye de l'Ouest) [réf. nécessaire].
- Rifain (Maroc du Nord-Est) et chaoui (Algérie de l'Est)[réf. nécessaire].
- Tamazight d'Awjila (Libye de l'Est) et siwi (Égypte de l'Ouest).
- Mozabite (Algérie centre-sud) et berbère de Zouara (Libye de l'Ouest).
- Mozabite et tagargrent ou berbère de Ouargla.